# 프리트비라지 서쿠마란

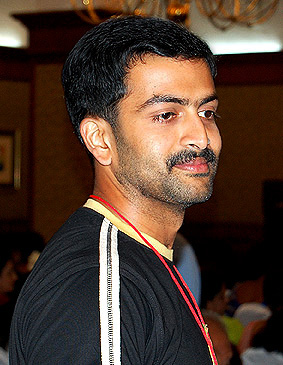

프리트비라지 서쿠마란(Prithviraj Sukumaran, 1982년 10월 16일 ~ )은 인도의 배우, 영화 프로듀서, 영화 감독이다.
티루바난타푸람에서 태어났다.

## 영화
- 더블 배럴 (2015년)
- 히어 (2015년)
- 워닝 (2014년)
- 메모리즈 (2013년) - 샘 알렉스 역
- 뭄바이 폴리스 (2013년)
- 아얄럼 느자눔 탐밀 (2012년) - 라비 타라칸 역
- 럭키 레드 시즈 (2008년)